# Stormind Games
Stormind Games è un'azienda italiana dedita allo sviluppo di videogiochi con sede nella città di Acireale, fondata nel 2016 da Antonio Cannata e Federico Laudani.
L'azienda è conosciuta per aver sviluppato videogiochi Horror come Remothered: Tormented Fathers, Remothered: Broken Porcelain e A Quiet Place: The Road Ahead.

## Storia
Fondata nel 2016 a Catania da Antonio Cannata (CEO) e Federico Laudani (Studio Art Director), contestualmente all’annuncio del survival horror Remothered: Tormented Fathers, titolo d’esordio dello studio italiano.
Nel 2014 avevano fondato Red Raion, azienda di film di animazione per parchi divertimento, e Stormind è nata come sorella di Red Raion, ma poi è divenuta indipendente. Stormind Games, traendo ispirazione da studi esteri, ha intrapreso un percorso nello sviluppo di videogiochi per PC e console incentrati su narrativa e atmosfera.
Il seguito Remothered: Broken Porcelain viene pubblicato nella seconda metà del 2020, in collaborazione con l'editore internazionale Modus Games, etichetta di Maximum Games. Nel corso dello stesso anno l'azienda vince agli Italian Video Game Awards nella categoria Outstanding Italian Company..
Nel 2022, con l'editore Team17, viene annunciato Batora: Lost Haven, IP originale di Stormind Games, action adventure con elementi RPG, che vede la partecipazione di Ron Fish alla colonna sonora.
Nel 2023 Stormind Games annuncia di aver collaborato con Behaviour Interactive per la creazione di alcuni dei personaggi di Dead by Daylight. Nello stesso anno il CEO dell'azienda, Antonio Cannata, viene candidato agli Italian Video Game Awards nella categoria Outstanding Individual Contribution.
Nel 2024 Saber Interactive e Paramount Pictures assegnano a Stormind Games lo sviluppo di A Quiet Place: The Road Ahead, videogioco horror in prima persona che va ad ampliare l'universo cinematografico di A Quiet Place.
Nello stesso anno l'azienda viene inserita da Il Sole 24 Ore e da Statista al quarto posto nella lista delle 200 aziende italiane con sede nel sud Italia che hanno ottenuto la migliore performance in termini di crescita del proprio fatturato e crescita del numero dei propri dipendenti. Nel 2025 il CEO Antonio Cannata viene indicato tra le 10 personalità da seguire nel corso dell'anno per l'innovazione del videogioco da StartUpItalia.
Il 29 maggio 2025 viene annunciata la collaborazione con Hangar 13 e 2K Games per Mafia: Terra Madre: Stormind Games, data la loro origine territoriale, ha contribuito alla costruzione di una Sicilia fedele a quella dell'epoca.
Il 12 giugno 2025 l'azienda vince nuovamente agli Italian Video Game Awards nella categoria Outstanding Italian Company, e contestualmente A Quiet Place: The Road Ahead vince il Best Italian Game.

## Videogiochi

### Sviluppatore
- Remothered: Tormented Fathers (2018)
- Remothered: Broken Porcelain (2020)
- Batora: Lost Haven (2022)
- A Quiet Place: The Road Ahead (2024)

## Riconoscimenti
- 2020 - Italian Video Game Awards: Outstanding Italian Company
- 2025 - Italian Video Game Awards: Outstanding Italian Company